# Миттов, Анатолий Иванович
Митто́в, Анато́лий Ива́нович (13 декабря 1932, Тобурданово, Чувашская АССР, РСФСР — 31 октября 1971, Чебоксары, Чувашская АССР) — чувашский живописец и график; создатель стиля[какого?], основанного на национальных традициях, член Союза художников СССР (1970).

## Учёба
Анатолий Миттов воспитывался в многодетной крестьянской семье.
В детские годы Анатолий Миттов провалился в замерзшую речку и сильно простудился, что впоследствии привело к тяжелой болезни уха.
После окончания сельской школы Анатолий Миттов учился в Чебоксарском художественном училище (1947—1952). Сохранились записные книжки и блокноты с первыми стихами, фольклорными текстами на родном языке, а также заметками о днях полного безденежья и голода в годы учёбы. После первой неудачной попытки поступления в художественный ВУЗ работал в Ярославском областном товариществе художников в качестве художника-исполнителя (30.10.1952 — 20.01.1953), с ноября 1953 до мая 1954 работал учителем рисования и черчения в сельской школе на родине (Янгличской средней школе Канашского района).
В годы учёбы на факультете графики Ленинградского института живописи, скульптуры и архитектуры им. И. E. Репина (1954—1961) началось глубокое постижение Миттовым основ классического искусства, а также традиций чувашского народного творчества, костюма, орнамента. Эти годы совпали и с периодом «оттепели», когда Миттов стал интересоваться поэзией и искусством «шестидесятников».
В дипломной работе А. И. Миттова по оформлению поэмы классика чувашской литературы К. В. Иванова «Нарспи» проявились тонкое художественное чутьё и высокий профессиональный уровень молодого автора. Материал для данной работы он собирал на своей родине, накапливая впечатления от народных традиций, в том числе весенне-летних праздников «Вăйă» («Игры») с многолюдными хороводами и обрядовыми песнями. Изучал специальную этнографическую литературу и зарисовывал костюмы из чувашских коллекций в фондах Государственного музея этнографии народов СССР (ныне Российский этнографический музей). В семейном архиве художника сохранился пропуск в этот музей, выданный 29 ноября 1960, с указанием цели работы в Фототеке.
Выполняя масштабную дипломную работу по оформлению всего книжного издания, в  качестве исследовательского метода Миттов применял и фотографию. Сохранилось около десяти черно-белых негативных фотоплёнок формата 36 мм с запечатлёнными сельскими хороводами, чувашскими костюмами, инсценировками «сцен» из поэмы. Некоторые графические иллюстрации для книги («Пастушок», «Выход невесты») выполнялись под впечатлением от работ известных в то время чувашских иллюстраторов П. В. Сизова и Ф. С. Быкова.
Иллюстрации к поэме создавались Миттовым в технике цветной акварели на бумаге. Дипломная работа, представляющая собой огромный комплекс вариантов иллюстраций, титульных листов, обложек, миниатюрных заставок, рукописных текстов и др. элементов книжного оформления, была высоко оценена экзаменационной комиссией и общественностью.

## Жизнь и творчество
После возвращения в Чувашию А. И. Миттов жил и работал в г. Чебоксары. Являлся преподавателем графики художественно-графического факультета Чувашского государственного педагогического института им. И. Я. Яковлева (1961—1964). В первые два года руководство оценивало его положительно («много болел, но дело поставлено неплохо, все задания выполняются»). Вдохновлённый идеями «оттепели» и расцвета свободного национального искусства, Миттов пытался сплотить молодых художников Республики вокруг своих идей, организовал своеобразную школу нового искусства. В течение нескольких лет его последователями являлись известные впоследствии живописец Г. И. Исаев и график В. И. Агеев. В 1962 Миттов вел школьное декоративно-оформительское дело, но в ноябре прервал работу в связи с операцией в Ленинградском научно-исследовательском институте болезней уха, горла и речи. Долгая и мучительная болезнь, диагностированная как воспаление уха, началась ещё в 10-летнем возрасте после сильной простуды. В последние годы жизни у Миттова заметно ослабели зрение и слух.
С 1 сентября 1964 А. И. Миттов был уволен «как не прошедший по конкурсу на новый срок работы» (Приказ № 68 от 13.07.1964). После этого не имел официального места работы.
Сотрудничал с Чувашским книжным издательством, выполнял задания по оформлению поэтических сборников, научно-фантастической прозы (Г. В. Краснов. «Инçетри сасăсем — Далекие голоса», 1967, на чув. яз.), сельскохозяйственных брошюр. Сохранились варианты эскизов для нескольких номеров местного литературно-публицистического журнала «Тăван Атăл» («Родная Волга»), а также эскизы декораций к пьесе киргизского драматурга Мара Байджиева «Дуэль» для осуществлённой постановки в Чувашском государственном академическом драматическом театре им. К.В. Иванова.
Вариант комплексного оформления поэмы «Нарспи», подготовленный Миттовым на основе своей дипломной работы, при его жизни не был принят. Проект был реализован в Чувашском книжном издательстве лишь в 1976, в виде альбомного издания на чувашском языке, а также в книжной форме — на русском.
Произведения А. И. Миттова, имевшие новаторскую форму и глубокое философское звучание, неизменно вызывали глубокий интерес общественности и неприятие со стороны консервативной публики.
Став кандидатом в Союз художников СССР в ноябре 1968, лишь в 1970 стал его полноправным членом. Членский билет Союза художников № 13984 был оформлен незадолго до смерти художника, в середине июля 1971.
В 1965 Анатолий Миттов познакомился с О. В. Таллеровой, сотрудницей книжного издательства; совместная жизнь продолжалась с 1966 до его кончины. В 1980-х О.В. Таллеровой были систематизированы произведения и архив художника, она приступила к изданию писем, записей, воспоминаний о нем.  С 1966 А. И. Миттов тесно общался с поэтом Геннадием Айги и его сестрой, писательницей Евой Лисиной, с их помощью знакомился с новейшими явлениями в новаторском искусстве 1960-х. В число духовно близких художников-современников входили украинский график Георгий Гавриленко (1927—1984), считавшийся формалистом, московский живописец Владимир Яковлев (1934—1998), польский художник-примитивист Никифор (Nikofor Krynicki) и др.
А. И. Миттов скончался после тяжёлой болезни.

## Памяти мастера

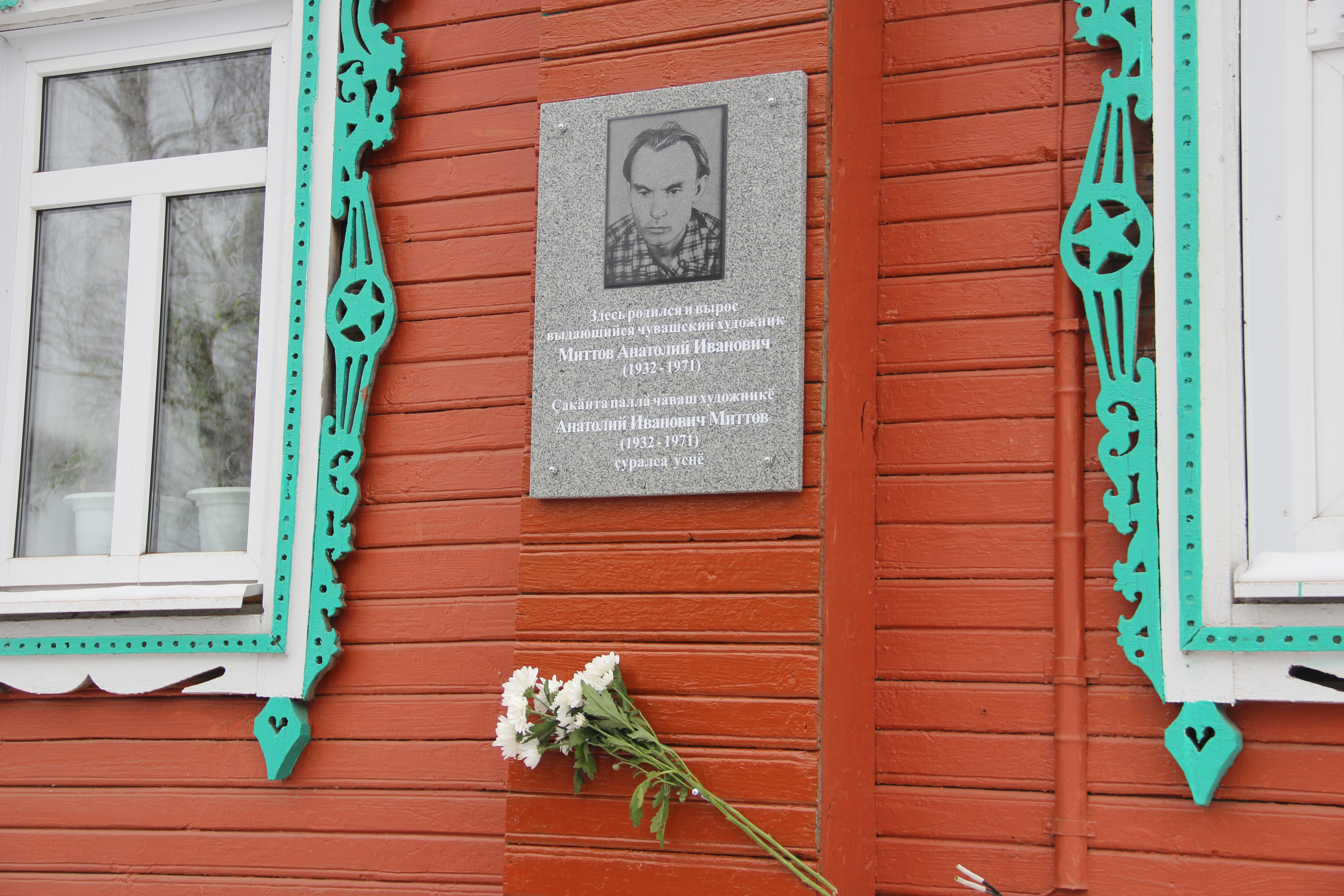
Памятная доска, посвящённая художнику Анатолию Миттову (1932-1971)

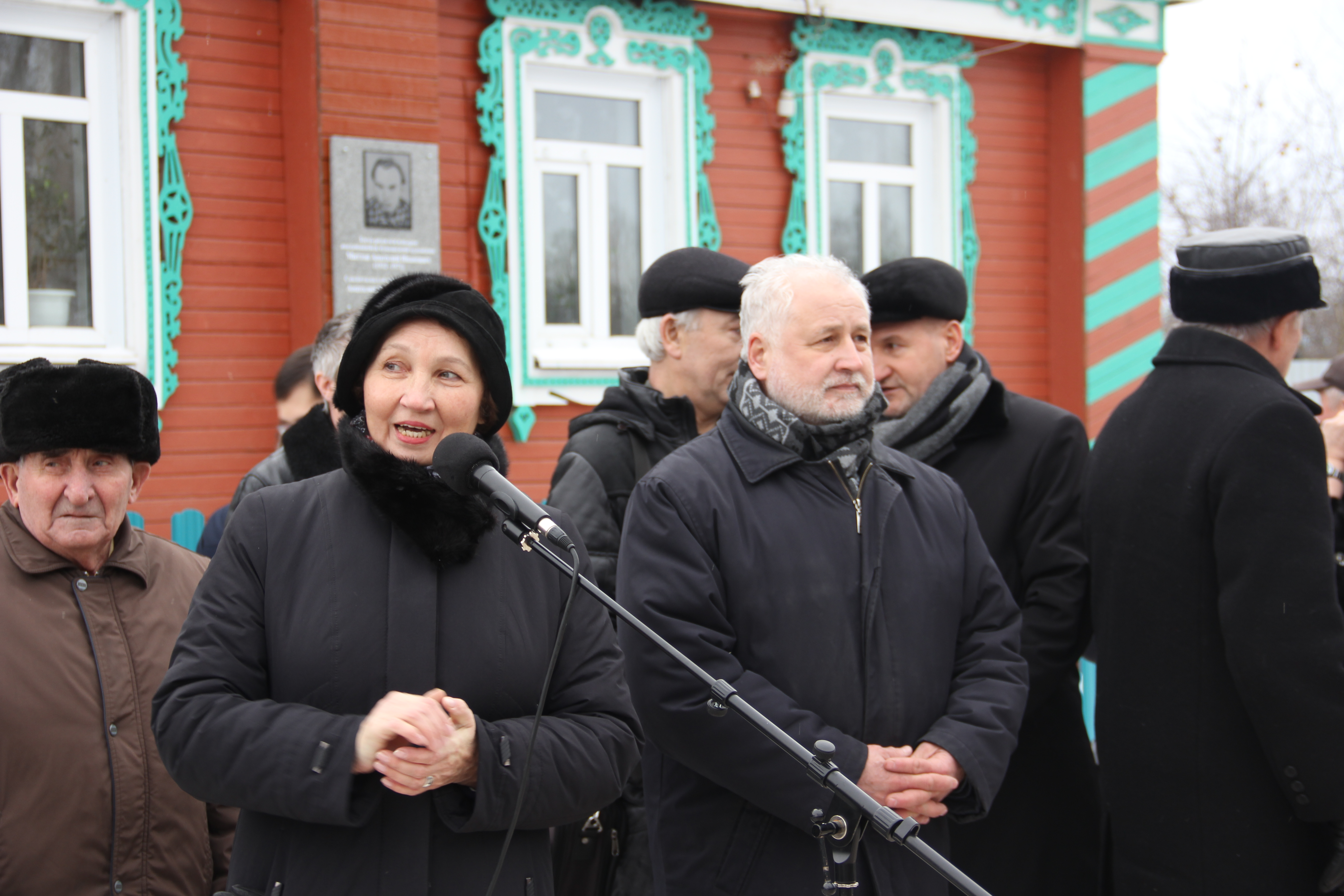
Открытие памятной доски, посвящённой художнику Анатолию Миттову (1932-1971)

Имя А. И. Миттова присвоено Тобурдановской средней школе Канашского района, его именем назван бульвар в г. Чебоксары.
13 декабря 2012 на родине художника  проводились торжественные мероприятия, посвящённые 80-й годовщине со дня его рождения. В Чувашском государственном художественном музее была развернута масштабная юбилейная экспозиция, включавшая известные произведения мастера, ранее не экспонировавшиеся работы из коллекции наследников, архивные фотографии, а также мемориальные вещи. Прошла научная конференция «День Миттова-Миттов кунĕ. Творчество А. И. Миттова и современные тенденции в искусстве Чувашии». По её материалам опубликован сборник научных статей.
В сентябре-октябре 2017 при поддержке Министерства культуры Чувашской Республики  и Союза художников Чувашии на родине художника был проведен научно-художественный пленэр-семинар с участием художников и исследователей.
13 декабря 2017 г.,  в Литературном музее им. К. В. Иванова (г. Чебоксары) было проведено торжественное мероприятие, посвящённое 85-летию художника.
21 декабря 2017 г. на родине художника, в с. Тобурданово Канашского района, была торжественно открыта памятная доска (автор - известный скульптор В. П. Нагорнов).
28 декабря 2017 г. в Чувашском государственном институте гуманитарных наук состоялась научно-практическая конференция "Роль художника в формировании национального самосознания", посвящённая 85-летию со дня рождения А.И. Миттова.
В феврале-марте 2018 г. в Чебоксарах работала выставка произведений А.И. Миттова, посвящённая его 85-летию.
По итогам пленэра-семинара, проведённого на родине художника в 2017 г., была сформирована выставка "Вселенная Миттова" (живопись, графика, художественная фотография). Первая экспозиция была торжественно представлена 2.03.2018 г. в галерее "Серебряный век" (Национальная библиотека Чувашии). 29.03.2018 она была развернута в Канашском краеведческом музее.
Официальное открытие выставки "Вселенная Миттова" в Канашском краеведческом музее состоялось 5.04.2018.

## Основные произведения
- Оформление и иллюстрации к поэме «Нарспи» К. В. Иванова. Графика (1960);
- Триптих «Сказ о Волге». Живопись (1962);
- Серия «Чувашский лес». Живопись, темпера (1963);
- Серия по мотивам народной песни «Плуг и борона». Живопись, темпера (1964—1965);
- Серия «Чувашская старина» Живопись, темпера (1960-е гг);
- Серия по мотивам поэмы «Нарспи»;
- Графика по мотивам поэзии М. Сеспеля (1965—1970);
- Серия «Жизнь и смерть». Графика (1967—1970).

## Творческое наследие
После кончины художника хранительницей его значительного творческого наследия являлась вдова О.В. Таллерова. При её действенном участии наследие Миттова стало систематизироваться и популяризироваться в статьях и книгах, экспонироваться на памятных выставках в Москве и Чебоксарах, получать восторженные отклики общественности. В течение 1990-х О.В. Таллерова была вынуждена (через посредников) продавать некоторые произведения в московские и зарубежные коллекции. После её кончины незначительная часть наследия была передана её близким родственникам, но основной массив, включая личные вещи, архив и библиотеку, был передан семье художника (матери и брату). Материалы, хранящиеся в семье, взяты на учёт, ведется их научное описание и изучение.
Значительная часть произведений А. И. Миттова хранится в Чувашском государственном художественном музее в основном собрании и временном хранении, Государственной Третьяковской галерее, иных российских и зарубежных собраниях (Blue apple, Москва, Silkeborg Kunstmuseum, Дания; галерее «Эркер», г. Сент-Галлен, Швейцария), частных собраниях и семье художника.
29 января 2013 по воле владельцев галереи «Эркер» (Швейцария), при непосредственном участии ученого и общественного деятеля А. П. Хузангая состоялась передача 9 графических листов периода 1968—1970 в фонды Чувашского государственного художественного музея.

## Выставки
1972 — первая посмертная выставка. Чувашская государственная художественная галерея, Чебоксары.
1973 — первая выставка в Москве.
2002—2003 — выставка к 75-летней годовщине со дня рождения. Чувашский государственный художественный музей, Чебоксары.
2007 — выставка к 75-летней годовщине со дня рождения. Чувашский государственный художественный музей, Чебоксары.
2009, ноябрь-декабрь — выставка Союза чувашских художников «А. И. Миттов и Чувашия. Край хлеборобный».
2012, октябрь-ноябрь — выставка Союза чувашских художников к 80 л. А. И. Миттова. Национальная библиотека Чувашской Республики, Чебоксары.
2012, ноябрь-2013, январь — выставка «Свет Миттова» к 80-летней годовщине со дня рождения. Чувашский государственный художественный музей, Чебоксары.